# Andrea Vendrame
Andrea Vendrame   (Conegliano, 20 de juliol de 1994) és un ciclista italià, actualment a l'equip AG2R Citroën. En el seu palmarès destaca una victòria al Giro d'Itàlia de 2021.

## Palmarès
- 2015
  - 1r al Giro del Belvedere
- 2017
  - Vencedor d'una etapa al Tour de Bretanya
- 2019
  - 1r a la Tro Bro Leon
  - Vencedor d'una etapa al Circuit de la Sarthe
- 2021
  - Vencedor d'una etapa al Giro d'Itàlia
  - Vencedor d'una etapa a la Ruta d'Occitània
- 2024
  - Vencedor d'una etapa al Giro d'Itàlia
- 2025
  - Vencedor d'una etapa a la Tirrena-Adriàtica

### Resultats al Giro d'Itàlia
- 2018. 90è de la classificació general
- 2019. 55è de la classificació general
- 2020. 50è de la classificació general
- 2021. 50è de la classificació general. Vencedor d'una etapa
- 2022. 55è de la classificació general
- 2023. No surt (11a etapa)
- 2024. 46è de la classificació general. Vencedor d'una etapa
- 2024. 35è de la classificació general.

### Resultats a la Volta a Espanya
- 2022. No surt (7a etapa)
- 2023. 95è de la classificació general